# Лякино
Лякино — деревня в Красносельском районе Костромской области. Входит в состав Прискоковского сельского поселения.

## География
Находится в юго-западной части Костромской области на расстоянии приблизительно 16 км на восток-юго-восток по прямой от районного центра поселка Красное-на-Волге.

## История
Известна с 1872 года, когда здесь было учтено 11 дворов, в 1907 году отмечено было 19 дворов.

## Население
Постоянное население составляло 65 человек (1872 год), 75 (1897), 85 (1907), 38 в 2002 году (русские 100 %), 27 в 2022.